# تبديل موسكاري

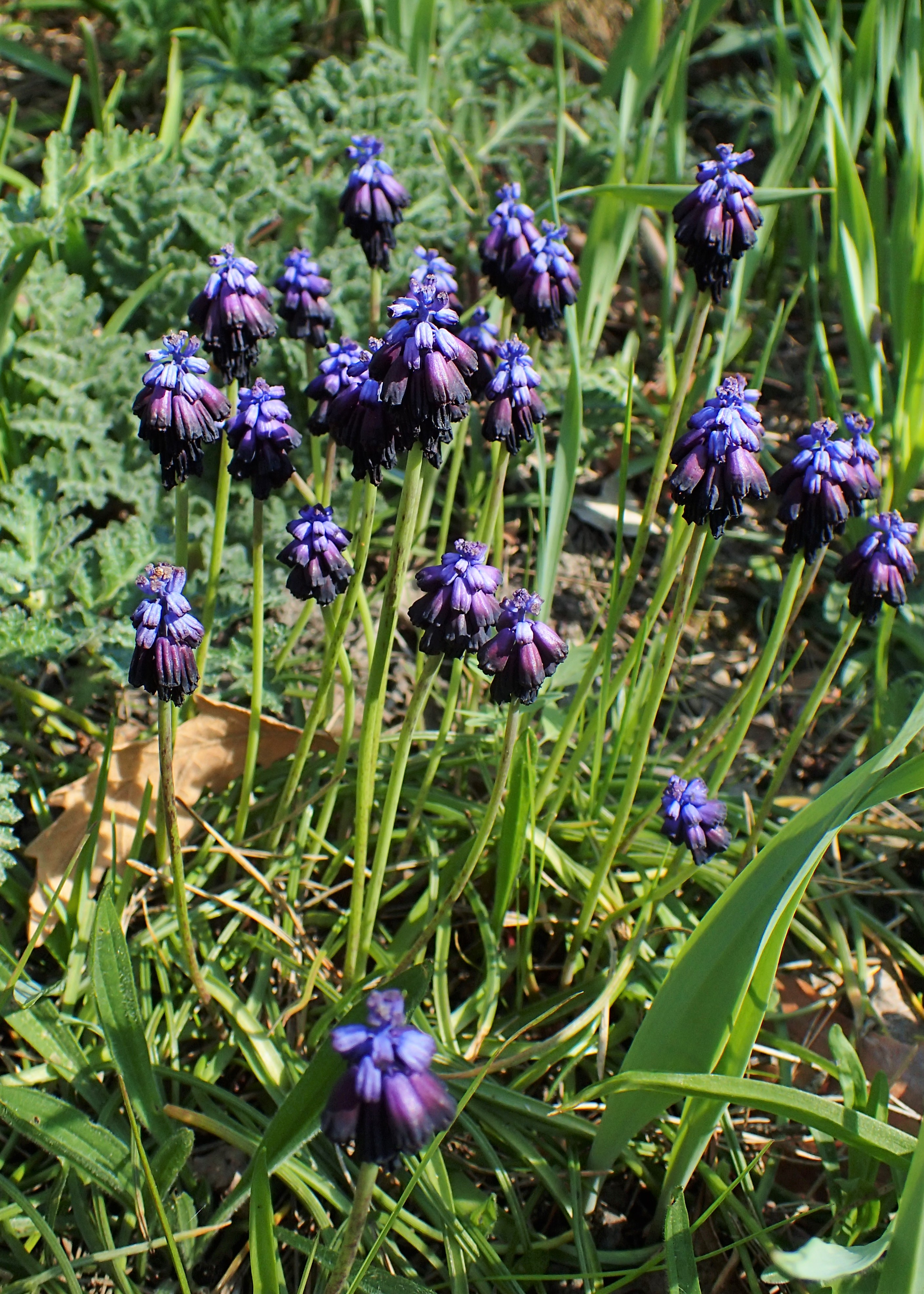
نبات تبديل موسكاري

تبديل موسكاري (الاسم العلمي:Muscari commutatum)، هي نوع من الأعشاب المعمرة من جنس حلحل تتبع فصيلة هليونية (Asparagaceae)، تتميز أنواعها بإنتاج أزهار مميزة على شكل أجراس تتدلى لأسفل تشبه عناقيد العنب المقلوبة خلال فصل الربيع، والأكثر شيوعًا الزرقاء، يُزْرَعُ بعضها في الحدائق، وعلى طول الممرات لأغراض الزينة.